# Дож
Дож е титла, която носил държавният глава на някогашните градове-държави Венеция и Генуа. Думата идва от латинското „dux“ („водач“).

## Венециански дож
Титлата съществува във Венецианската република в продължение на повече от 10 века (от VIII до XVIII). Възниква през 697 година, когато Венецианската република е официално подчинена на Византийската империя. Първият дож е Паоло Луцио Анафесто. Предполага се, че първите дожи са били назначавани като наместници от Византия.
Дожите са били избирани от най-богатите и влиятелни семейства във Венецианската република. До 1032 година дожите са имали неограничена (еднолична) власт във всички държавни, военни и църковни дела. По-късно властта на дожа била ограничена с въвеждането на няколко алтернативни институции на властта. След 1172 година процедурата по избиране на държавния глава се усложнява. Комитетът на 40-те избирал дожа от 4-ма кандидати от състава на Големия съвет. На изборите през 1229 година Комитетът на 40-те се увеличил на 41 души, тоест нечетно количество членове.
От 1268 година до края на съществуването на титлата процедурата на избиране е включвала в себе си 11 гласувания. От 30 членове на Големия съвет се избирали 9; те са избирали 40 души, а от тези 40 са били избирани 12 души, които на свой ред са избирали 25 души. От тези 25 са били отсети 9-има, които избирали 45 гласоподаватели. След това от тези 45 души оставали 11 души. И накрая 11-те избирали 41 гласоподаватели, които избирали дожа.
Подобен метод на избиране бил създаден, за да зачете интересите на всички страни и да не допусне до висша длъжност наместник на каквато и да е партия или клан или човек, неспособен да управлява държавата. Когато дожът бил вече избран, той произнасял пред народа думите: „Това е вашият дож, ако това ви устройва“. След това давал обет, в който тържествено се заклевал да управлява съгласно закона и за благото на държавата. От 1268 година е въведена длъжност вицедож или консултант на дожа.

## Генуезки дож
Титлата дож носи и главата на Генуезката република. Длъжността и титлата са заимствани от Венеция през 1339 г. От 1384 до 1515 г. най-достойните и популярни граждани на Генуа заемат поста, с изключение на периодите на чужда окупация. През 1528 г. постът на дожа е възстановен от генуезките аристократи, но с ограничен срок за управление – две години. Длъжността престава да съществува, както и във Венеция, през 1797 г., когато френските завоеватели забраняват изборите за дожи.

## Други дожи
Изборни дожи управляват и 2 по-малки италиански републики – Амалфи (през ранните етапи от историята на града) и Сенарика (днес село, западно от Терамо, Централна Италия). В Сенарика титлата съществува от 1343 г. до присъединяването на Република Сенарика към Неаполитанско кралство през 1797 г.